# Stacja ładowania

Znak drogowy oznaczający punkt ładowania pojazdów elektrycznych.

Stacja ładowania – urządzenie elektryczne służące do ładowania akumulatorów i innych urządzeń elektrycznych (w tym pojazdów elektrycznych) zasilanych prądem elektrycznym, wyposażonych w akumulator. Energia elektryczna do stacji dostarczana jest z zewnętrznej sieci energetycznej. Stacja wyposażona jest w gniazdo ładowania jednego lub wielu zunifikowanych typów. Stacje ładują pojazdy prądem o mocy od 3,7 kW do 350 kW.

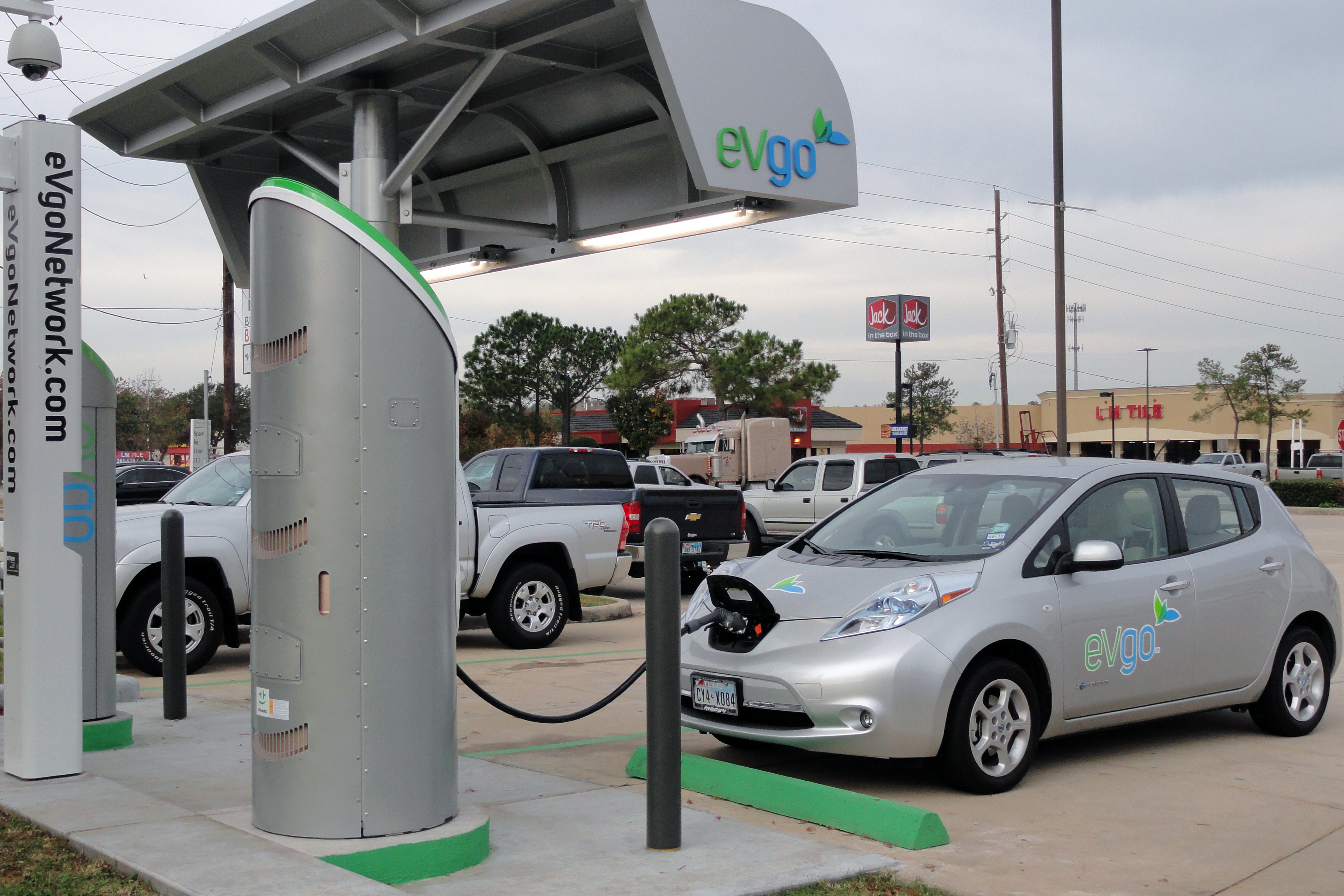
Nissan Leaf ładowany na stacji w Houston w stanie Teksas.
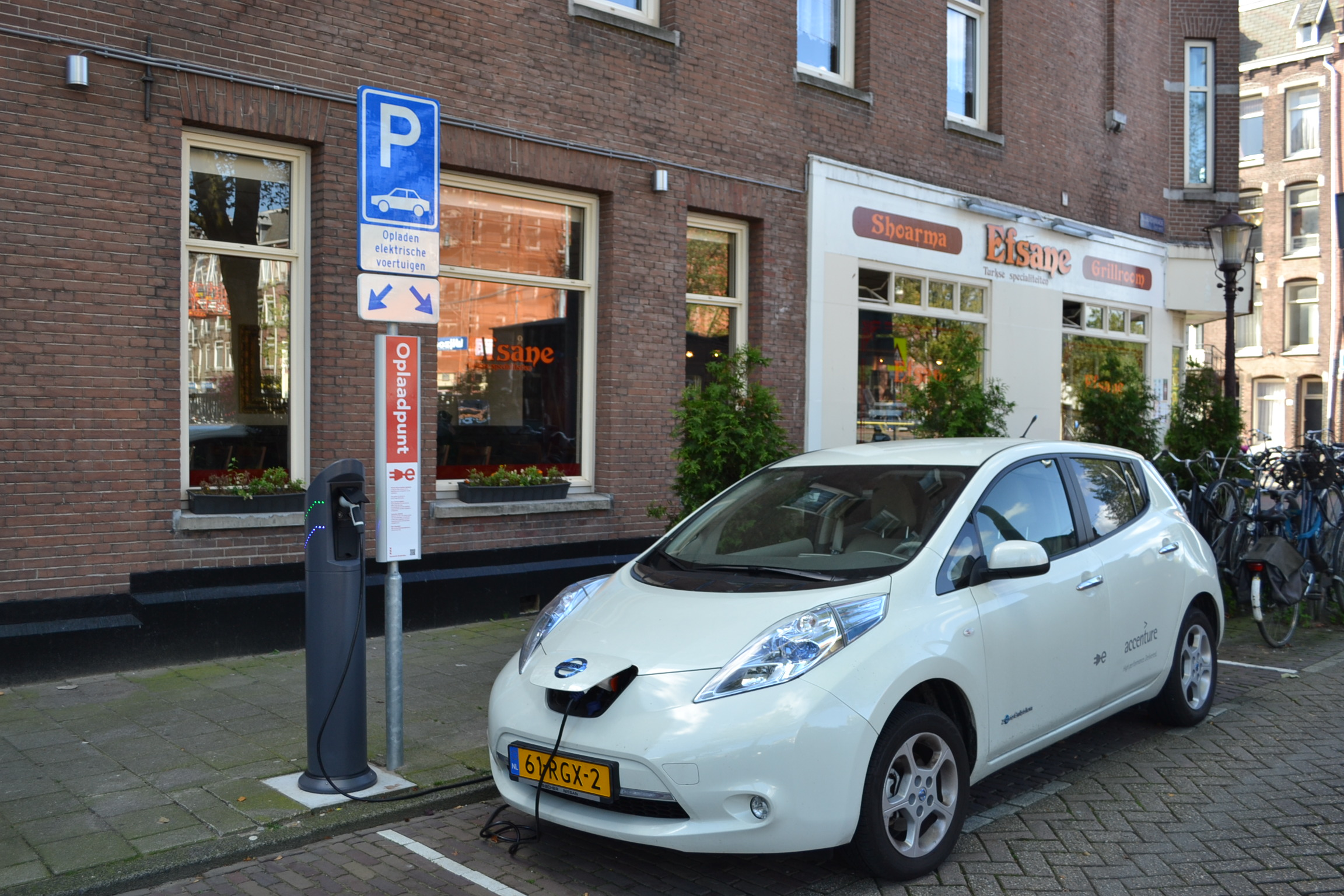
Samochód elektryczny ładowany na parkingu w Amsterdamie.
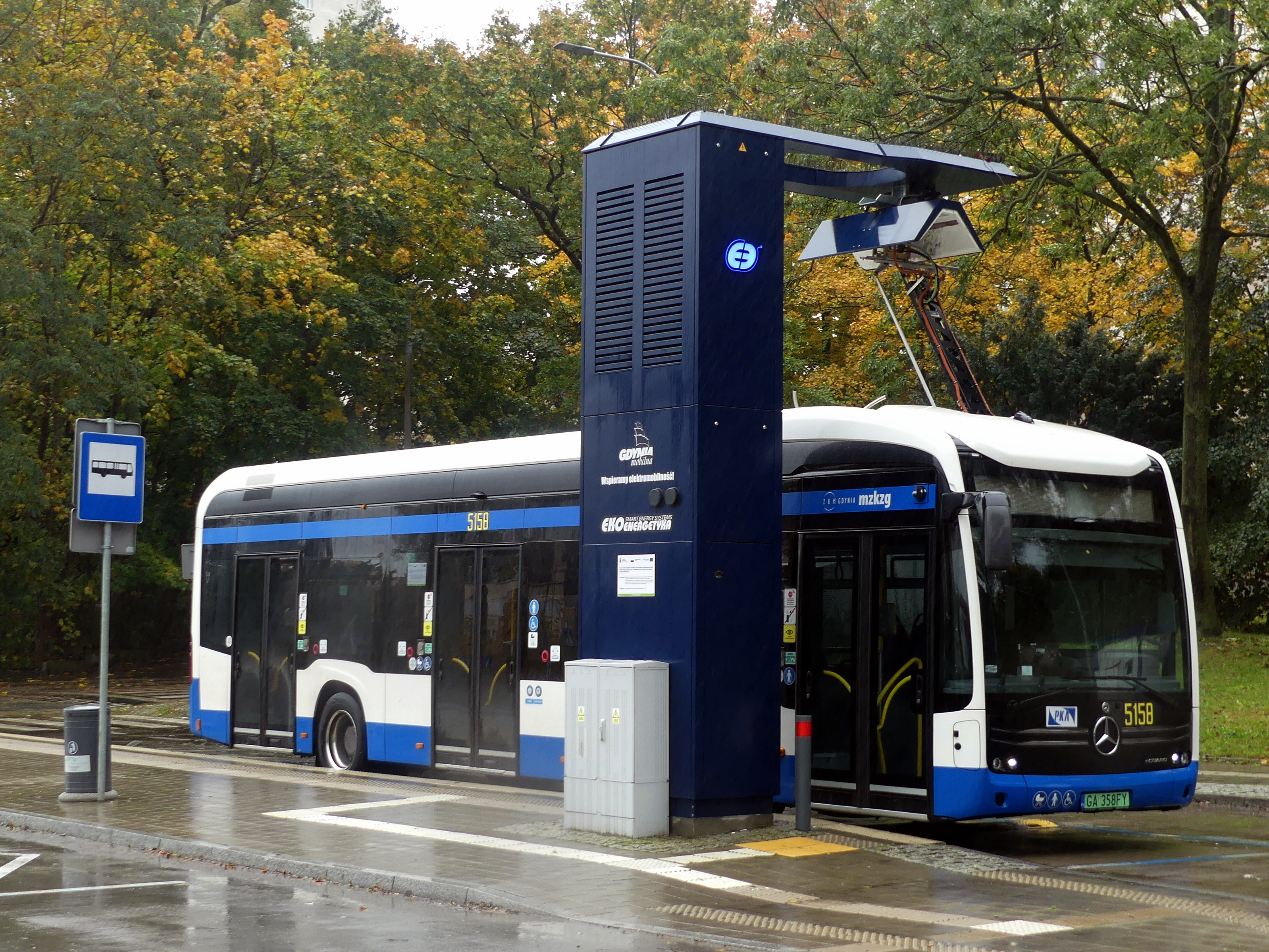
Stacja ładowania miejskich autobusów elektrycznych w Gdyni